# سینمای ایسلند
سینمای ایسلند (انگلیسی: Cinema of Iceland) به صنعت فیلم در ایسلند اشاره دارد. ایسلند صنعت فیلم قابل اعتنایی دارد. بازیگران بسیاری از این سینما مورد توجه بین‌المللی قرار گرفته‌اند. مشهورترین و تنها نامزد جایزه اسکار و جوایز اروپایی در سینمای ایسلند، کودکان طبیعت (۱۹۹۱) اثر فریدریک ثور فریدریکسون است. این فیلم و فیلم نویِ زال اثر داگور کری، سینمای ایسلند را جهانی کرده‌اند. سینماگر مشهور دیگر ایسلند، بالتاسار کورماکور است. فیلم‌های مشهور او عبارتند از: دریا، ۱۰۱ ریکیاویک، شهر شیشه‌ای و سفری کوتاه به بهشت با بازی فارست ویتاکر و جولیا استایلز.
جشنواره فیلم اِدا (Edda) در ایسلند برگزار می‌شود. 